# Laphria bernsteinii
Laphria bernsteinii là một loài ruồi trong họ Asilidae. Laphria bernsteinii được Wulp miêu tả năm 1872. Loài này phân bố ở miền Australasia.